# Sueña conmigo
Sueña conmigo (dt.: Träum von mir) ist eine argentinische Fernsehserie für Jugendliche. 

## Daten
Die Serie wurde von Nickelodeon Latin America, Illusion Studios und Televisa produziert und zum ersten Mal am 20. Juli 2010 in Lateinamerika ausgestrahlt. Es wurden 150 Episoden produziert. Inzwischen fand die Sendung neben den meisten süd- und mittelamerikanischen Staaten auch Verbreitung in Spanien auf Nickelodeon España (Start 7. März 2011), Portugal auf Nickelodeon Portugal (gleichzeitiger Start wie in Spanien) und in Brasilien unter dem Titel Sonha Comigo auf Nickelodeon Brasil (Start 14. März 2011).

## Inhalt
Die Geschichte erzählt aus dem Leben der Teenager Clara Molina und Luca Grossi. Während Claras Eltern getrennt leben, wohnt Luca allein mit seinen beiden Schwestern. Beide sind bereit, alles zu tun, um ihre Träume zu erfüllen.